# 艾里-0
艾里-0（英語：Airy-0）是一個火星撞擊坑，它是火星本初子午線的起始點。其直徑約 0.5 公里，位於子午線灣中較大的艾里撞擊坑內。
該撞擊坑以英國皇家天文學家喬治·比德爾·艾里（1801年-1892年）命名；他在1850年於格林尼治建立了子午環，該望遠鏡的位置之後被選定是地球本初子午線的起點。
該撞擊坑是於1969年被科學家默頓·戴維斯基於水手6號和水手7號影像選定為火星本初子午線起點。

## 外部連結
- View of Airy-0 at Google Mars （页面存档备份，存于）